# ريوجي ساواكامي
ريوجي ساواكامي (باليابانية: 澤上 竜二) (8 أكتوبر 1993 في نارا في اليابان – )؛ هو لاعب كرة قدم ياباني سابق كان يلعب كمهاجم.

## وصلات خارجية
- ريوجي ساواكامي على موقع رابطة كرة القدم اليابانية للمحترفين (اليابانية)
- ريوجي ساواكامي على موقع إي إس بي إن إف سي (الإنجليزية)
- ريوجي ساواكامي على موقع قاعدة بيانات كرة القدم.إي يو (الإنجليزية)
- ريوجي ساواكامي على موقع Soccerbase.com (لاعب) (الإنجليزية)
- ريوجي ساواكامي على موقع Soccerway.com (الإنجليزية)
- ريوجي ساواكامي على موقع عالم كرة القدم.نت (الإنجليزية)
- ريوجي ساواكامي على موقع كووورة